# NGC 1238
NGC 1238 је елиптична галаксија у сазвежђу Еридан која се налази на NGC листи објеката дубоког неба.
Деклинација објекта је - 10° 44' 51" а ректасцензија 3h 10m 52,6s. Привидна величина (магнитуда) објекта NGC 1238 износи 13,3 а фотографска магнитуда 14,3. NGC 1238 је још познат и под ознакама MCG -2-9-10, NPM1G -10.0126, PGC 11868.